# Komorerna i olympiska sommarspelen 1996
Komorerna deltog i de olympiska sommarspelen 1996 med en trupp bestående av 4 deltagare, men ingen av landets deltagare erövrade någon medalj.

## Friidrott
Herrar
Bana
| Idrottare       | Gren               | Heat omgång 1 | Heat omgång 1 | Heat omgång 2    | Heat omgång 2    | Semifinal        | Semifinal        | Final            | Final            |
| Idrottare       | Gren               | Tid           | Placering     | Tid              | Placering        | Tid              | Placering        | Tid              | Placering        |
| --------------- | ------------------ | ------------- | ------------- | ---------------- | ---------------- | ---------------- | ---------------- | ---------------- | ---------------- |
| Mohamed Bakar   | Damernas 100 meter | 11.02         | 95            | Gick inte vidare | Gick inte vidare | Gick inte vidare | Gick inte vidare | Gick inte vidare | Gick inte vidare |
| Hadhari Djaffar | Damernas 200 meter | 22.68         | 76            | Gick inte vidare | Gick inte vidare | Gick inte vidare | Gick inte vidare | Gick inte vidare | Gick inte vidare |
| Hassan Abdou    | Damernas 400 meter | 50.17         | 57            | Gick inte vidare | Gick inte vidare | Gick inte vidare | Gick inte vidare | Gick inte vidare | Gick inte vidare |

Damer
Bana
| Idrottare        | Gren               | Heat omgång 1 | Heat omgång 1 | Heat omgång 2    | Heat omgång 2    | Semifinal        | Semifinal        | Final            | Final            |
| Idrottare        | Gren               | Tid           | Placering     | Tid              | Placering        | Tid              | Placering        | Tid              | Placering        |
| ---------------- | ------------------ | ------------- | ------------- | ---------------- | ---------------- | ---------------- | ---------------- | ---------------- | ---------------- |
| Ahamada Haoulata | Damernas 400 meter | 1:03.44       | 48            | Gick inte vidare | Gick inte vidare | Gick inte vidare | Gick inte vidare | Gick inte vidare | Gick inte vidare |